# شعب جره
شعب جره یا شعبجره، روستایی از توابع بخش یزدان شهر شهرستان زرند در استان کرمان ایران است.

## جمعیت
این روستا در دهستان شعبجره قرار دارد و براساس سرشماری مرکز آمار ایران در سال ۱۳۹۵، جمعیت آن ۱۸۸۳ نفر (۵۹۴ خانوار) بوده‌است.